# کلود پپر
کلود پپر (به انگلیسی: Claude Pepper) سناتور سابق عضو حزب دموکرات ایالات متحده آمریکا بود. وی در سال ۱۹۳۷ تا ۱۹۵۱ میلادی سناتور ایالت فلوریدا در سنای ایالات متحده آمریکا بود.